# 今村啓爾
今村 啓爾（いまむら けいじ、1946年8月3日- ）は、日本の考古学者、東京大学名誉教授。

## 略歴
東京都生まれ。1970年東京大学文学部考古学科卒、74年7月同大学院人文科学研究科博士課程を中退し、同年8月より東京大学理学部助手（人類学）を務める。78年同文学部助手、91年助教授（考古学）、94年教授、人文社会系研究科教授。2012年定年退任し、名誉教授、帝京大学文学部教授となり、2017年帝京大学総合博物館館長。2010年「土器から見る縄文人の生態」で東大文学博士。2001年浜田青陵賞受賞。

## 著書
- 『戦国金山伝説を掘る 甲斐黒川金山衆の足跡』平凡社選書 1997
- 『縄文の実像を求めて』歴史文化ライブラリー 吉川弘文館 1999
- 『富本銭と謎の銀銭 貨幣誕生の真相』小学館 2001　「日本古代貨幣の創出 無文銀銭・富本銭・和同銭」講談社学術文庫
- 『縄文の豊かさと限界』 (日本史リブレット)山川出版社 2002
- 『土器から見る縄文人の生態』同成社 2010
- 『縄文文化 入門から展望へ』考古調査ハンドブック ニューサイエンス社 2017

### 共編
- 『南海を巡る考古学』編 同成社 2010
- 『異系統土器の出会い』編 同成社 2011
- 『講座日本の考古学 3-4  縄文時代』泉拓良共編 青木書店 2013

## 論文
- <今村啓爾